# Edith Borroff
Edith Borroff, née le 2 août 1925 à New York et morte le 10 mars 2019 à Durham, est une musicologue et compositrice américaine. Ses compositions, dont plus de 60 œuvres commandées, comprennent des pièces pour la scène, pour son instrument principal - l'orgue, la musique chorale, vocale et orchestrale, et plusieurs éditions critiques d'œuvres de compositeurs précédents tels que Jubilate de J.-J. Cassanéa de Mondonville (Pittsburgh, 1961). Elle a également écrit au moins 7 livres, dont le manuel Music in Europe and the United States: a History (Englewood Cliffs, NJ, 1971 / R ), ainsi que divers articles et publications évaluées par des pairs.

## Études
Borroff est née à New York, fille des musiciens Marie Bergerson et (Albert) Ramon Borroff, et sœur de la poétesse Marie Borroff. La famille déménage à Chicago en 1941. Borroff étudie au Conservatoire de musique d'Oberlin et à l'American Conservatory of Music, obtenant un baccalauréat en musique en 1946, une maîtrise en composition en 1948. Elle étudie l'orgue avec Claire Coci au Oberlin College et le chant avec Frances Grund .
Elle rejoint la faculté du Milwaukee-Downer College de 1950 à 1954 tout en poursuivant ses études à l' Université du Michigan à Ann Arbor, où elle obtient un doctorat. en musicologie historique en 1958. Sa thèse est intitulée Les œuvres instrumentales de Jean-Joseph Cassanéa de Mondonville.
Dans une interview de 2011 avec l'American Composers Alliance, Borroff partage qu'elle s'est toujours considérée comme une compositrice. Elle commence à composer très jeune. Elle n'a pas été autorisée à poursuivre un diplôme en composition et se contente d'un diplôme en musicologie historique, mais continue à composer et a reçu plus de 60 commandes en tant que compositrice.

## Carrière
Une liste non exhaustive mais sélective de ses œuvres, apparaît dans l'article biographique sur Borroff dans le dictionnaire Oxford Music Online / Grove Music .
Après avoir terminé ses études, Borroff travaille comme compositrice et professeure de musique. Elle enseigne au Hillsdale College (où elle fut également doyenne associée) de 1958 à 1962, à l'Université du Wisconsin-Milwaukee de 1962 à 1966, à l'université de l'Est du Michigan de 1966 à 1972 et à l'université de l'État de New York à Binghamton de 1973 à 1992,. Son Concerto pour Marimba et Petit Orchestre est créé avec l'orchestre de cette université en 1981, avec Alex Jacobowitz comme soliste de marimba et Paul Jordan comme chef d'orchestre.
Borroff prend sa retraite de l'enseignement en 1992. Ses travaux sont conservés à la Newberry Library. Elle est décédée à Durham, en Caroline du Nord, le 10 mars 2019.

## Œuvres

### Pour la scène
- Spring over Brooklyn (comédie musicale), 1952
- Pygmalion (musique incid, GB Shaw), S, chbr chorus, ww qnt, 2 perc, 1955
- La Folle de Chaillot (J.Giraudoux), S, perc, pf, 1960
- The Sun and the Wind
- a Musical Fable (op, 3 scènes, E. Borroff), 1977

### Pour 4 instruments ou plus
- Quatuor à cordes, 1942
- Grande rondo, quatuor à cordes, 1943
- Trio à cordes, 1944, rév. 1952
- Thème et variations pour violoncelle et piano, 1944
- Quintette, cl, str, 1945
- Quatuor à cordes n ° 3, mi mineur, 1945
- Menuet, orchestre à cordes, 1946
- Quintette à vent, ré majeur, 1947
- Quintette à vent, ut majeur, 1948
- Vorspiel über das Thema 'In dulci jubilo', 2 flûtes, 2 cors, piano, 1951
- Variations pour groupe, 1965
- Chance Encounter (Romp or Rehearsal?), Quatuor à cordes, 1974
- Game Pieces, suite, quintette à vent, 1980
- Concerto de Mar, 1981
- Suite: 8 canons pour 6 joueurs, percussions, 1984
- Mottoes, suite, 8 saxophones, 1989
- 2 morceaux du Old Rag Bag, quatuor de saxophones, 1989

### Pour chœur et instruments
Œuvres choisies:
- Le Christ-Enfant couché sur les genoux de Marie (texte GK Chesterton) pour chœur SSA (a cappella)
- Passacaglia pour orgue (1946)
- Sonate pour cor et piano (1954)
- Voices in Exile, 3 canons pour flûte et alto (1962)
- Cinq pièces pour alto et piano (1989)
- Trio pour alto, cor et piano (1999)

### Publications savantes
- An Introduction to Elisabeth-Claude Jacquet de La Guerre (Brooklyn, NY, 1966)[9]
- Music of the Baroque (Dubuque: W.C. Brown, 1970)[10]
- Music in Europe and the United States: a History (Englewood Cliffs, NJ, 1971/R)
- ed.: Notations and Editions: a Book in Honor of Louise Cuyler (Dubuque, IA, 1974/R)
- avec M. Irvin: Music in Perspective (New York, 1976)
- Three American composers (Lanham: University Press of America, 1986)[11]
- American Operas: A Checklist (Warren, Mich.: Harmonie Park Press, 1992)[12]
- Music Melting Round: a History of Music in the United States (New York: Ardsley House, 1995)[13]
- William Grant Still (à paraitre[14])